# Nisti Stêrk
Nisti Stêrk, född 29 oktober 1977, är en svensk skådespelare och komiker.

## Karriär
Stêrk, som är av kurdisk börd, har gått på Södra latins estetiska linje. Hon har skapat rollfiguren Zeyno, en pedantisk "tvättstugetant", som hon spelat på bland annat Stockholms stadsteater och Maximteatern. För den breda publiken är hon känd för sina föreställningar Zeynos värld och För Sverige i Tiden.
Stêrk driver sedan 2004 ett eget produktionsbolag, Stêrk Production, som producerar nyskapande och underhållande scenkonst, film och TV. Verksamheten innefattar också bok- och manusproduktion som ofta speglar hur vårt mångkulturella Sverige ser ut idag.
De senaste åren[när?] har hon arbetat med TV och film. Hon anlitas även som konferencier, föreläsare och programledare.
Hon har även medverkat i tv-program som Allsång på Skansen, Doobidoo, På spåret, Intresseklubben och varit sommarpratare i Sommar i P1 2007.
Stêrk är även festivalchef för Internationella Komedifilmfestivalen och president för WIFT (Women in Film and Television).
Hon har även tidigare suttit med i styrelserna för Teaterförbundet och Transit Kulturinkubator. Hon var tillsammans med Kim Anderzon en av talespersonerna för Kulturpartiet under Almedalsveckan 2005.
Stêrk har också varit programledare (160 avsnitt) för talkshowen Gulfiros i Turkiets public service-kanal TRT6.

## Teater
- För Sverige i tiden (Maximteatern/Riksteatern) 2007/2008
- The good body (Riksteatern) 2006
- Zeynos värld (Stadsteatern/Maximteatern/Riksteatern) 2005/2006
- Kabaret Underordning (Stadsteatern 2005
- China - En ugandisk barnsoldat (Stadsteatern) 2005
- Elektras systrar (Uppsala stadsteater/Stockholms stadsteater/Fryshuset) 2004
- Stockholm City serenad (Kulturhuvudstads årsproduktion) 1998

## Manus
- Var blev ni av 2013
- För Sverige i tiden 2007
- Du gamla du fria 2006
- Zeynos värld 2005
- Ingen vill veta var du köpt din slöja 2004

## Film
- 2022 – Arvet efter Fadime - om hedersproblematiken i Sverige
- 2011 – Hur många kramar finns det i världen
- 2006 – När mörkret faller
- 2006 – Wellkåmm to Verona

## Böcker
- Virgin Merry (2011)[3]
- Så länge Gud vill och rumpan håller (2008)
- Ramazan från Diyarbakir i Turkiet (2006)

## TV
- 2020 – We Got This (TV-serie)
- 2015 – Intresseklubben
- 2011-2012 – På spåret
- 2009 – Gulfiros
- 2009 – Singing bee
- 2008 – Doobidoo
- 2007 – Sing a long
- 2006 – Allsång på Skansen
- 2006 – Leende guldbruna ögon
- 2006 – Lasermannen
- 2006 – Testa ditt val
- 2005 – Graven
- 2006 – Testa ditt val
- 2005 – Faktum
- 2004 – Zeynos värld
- 2004 – C/o Segemyhr
- 2001 – OP7

## Radio
- Julkalender (Radioteatern) 2014
- Norrtullsligan (Radioteatern) 2014
- Sommarvärd "Sommar" i P1 2006
- Du gamla du fria 2006
- Ingen vill veta var du köpt din slöja 2005
- Soppåse till himmelen 2004
- Tuff kurd i lyxförpackning 2004
- Dö i luften 2000

## Priser och utmärkelser
- 2014 Stockholms stads kulturstipendium
- 2006 Kommunala landstingets stipendium
- 2006 Stallbrödernas Bosse Parnevik-stipendium
- 2006 Radiopriset
- 2004 Fadime-priset
- 2003 Årets ståuppare